# Dolmen von Mouleyre

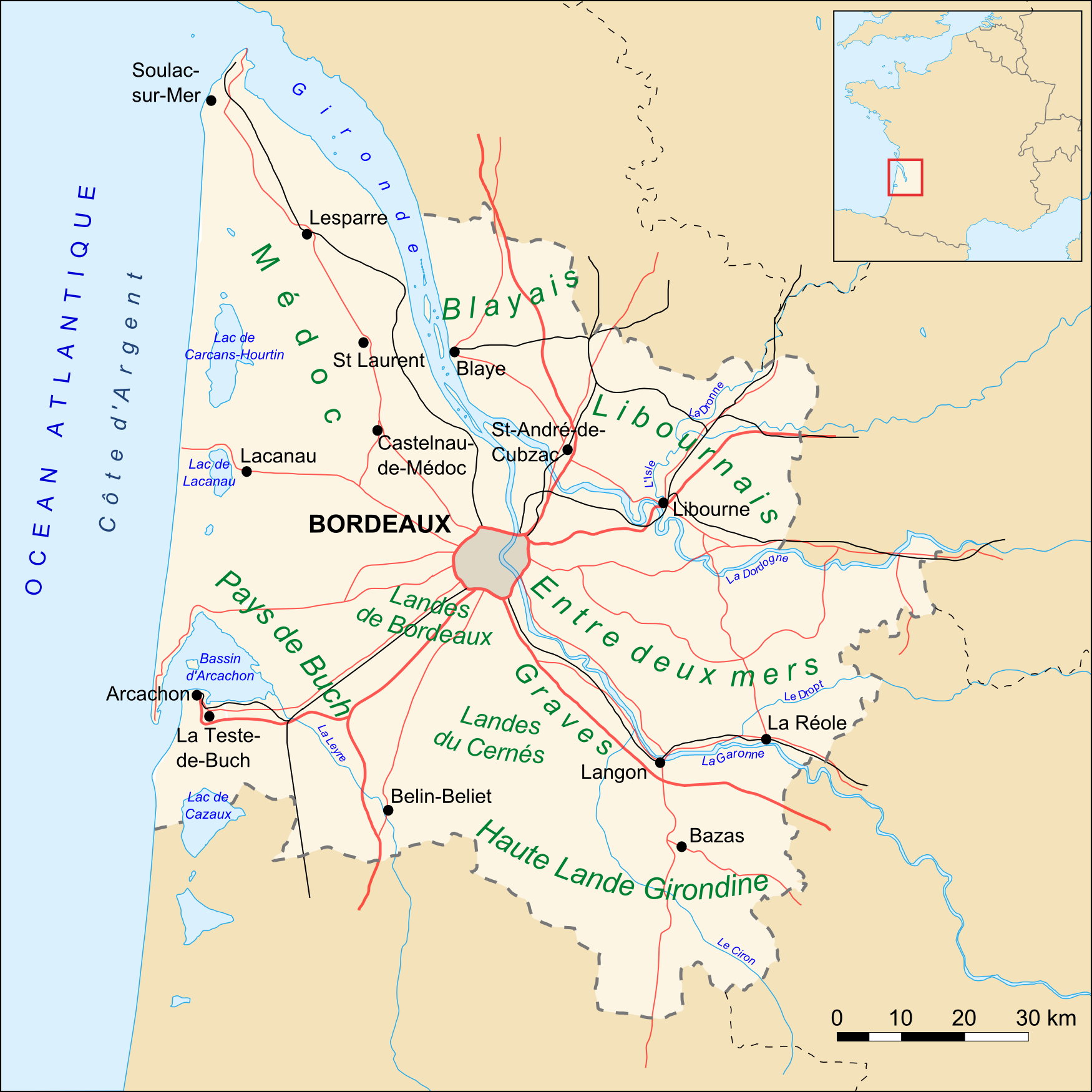
Karte

Der Dolmen von Mouleyre (auch Dolmen du Bois-du-Luc genannt) befindet sich nahe der Straße D127, östlich von Blasimon und westlich von Mauriac im Département Gironde in Frankreich.
Der Dolmen wurde 1923 von Pater Jean-Joseph Labrie (1867–1927) beschrieben. Dolmen ist in Frankreich der Oberbegriff für neolithische Megalithanlagen aller Art (siehe: Französische Nomenklatur).
Der stark gestörte Dolmen aus Kalkstein liegt im Wald. Er ist typologisch nicht einzuordnen. Er ist nach Nordost-Südwest orientiert. Die Kammer ist 4,4 m lang und 0,95 bis 1,5 m breit. Er besteht aus sieben Tragsteinen, vier auf der linken und drei auf der rechten Seite und zwei Bodenplatten.
In der Nähe stehen der Menhir Les Grangeottes und der Menhir von Notre-Dame-de-Bonne-Nouvelle.